# Protostegídeos
Protostegídeos (Protostegidae) foi uma espécie extinta de tartarugas marinhas que viveram durante a era Mesozóica. A família inclui algumas das maiores espécies de tartarugas marinhas que algumas vez existiram. A maior, Archelon, possuía uma cabeça com cerca de 1 metro comprimento. Como a maioria das tartarugas marinhas, o Archelon tinha um corpo achatado e barbatanas nas patas dianteiras. As tartarugas da espécie tinham uma carapaça mais reduzida, semelhante com à espécie existente tartarugas-de-couro (Dermochelys coriacea).

## Classificação

### Taxonomia
- Família Protostegidae
  - Archelon
    - Espécie Archelon ischyros

  - Chelosphargis
  - Desmatochelys
  - Notochelone
  - Protostega
  - Rhinochelys
  - Santanachelys
  - Terlinguachelys